# Klåveröds naturreservat
Klåveröds naturreservat är ett naturreservat i Svalövs kommun i Skåne län.
Området är naturskyddat sedan 2021 och är 99 hektar stort. Reservatet är en del av strövområdet Klåveröd på Söderåsen och består av ädellövskog. 